# Hopkinsinella
Hopkinsinella es un género de foraminífero bentónico de la subfamilia Siphogenerinoidinae, de la familia Siphogenerinoididae, de la superfamilia Buliminoidea, del suborden Buliminina y del orden Buliminida. Su especie tipo es Uvigerina auberiana var. glabra. Su rango cronoestratigráfico abarca desde el Mioceno superior hasta la Actualidad.

## Discusión
Clasificaciones previas incluían Hopkinsinella en el suborden Rotaliina del orden Rotaliida. Clasificaciones más modernas consideran Hopkinsinella un sinónimo posterior de Spiroloxostoma.

## Clasificación
Hopkinsinella incluye a las siguientes especies:
- Hopkinsinella glabra, considerado como Spiroloxostoma glabra